# 卡濟米里
50°3′14″N 25°23′40″E / 50.05389°N 25.39444°E
卡濟米里（烏克蘭語：Казмірі），是烏克蘭西北部的村莊，隸屬里夫內州的杜布諾區。該村始建於1725年，面積0.25平方公里，2001年人口121，人口密度每平方公里478.3人。